# Netzwerkdichte
Bei der Netzwerkdichte handelt es sich um eine Messgröße der sozialen Netzwerkanalyse. Dichte ist definiert als das Verhältnis der vorhandenen Beziehungen zur Anzahl maximal möglicher Beziehungen. Sie kann einen Wert zwischen 0 % (= es liegen keine Beziehungen vor) und 100 % (= es liegt die maximal mögliche Anzahl Beziehungen vor) annehmen.
Die Netzwerkdichte {\displaystyle D} lässt sich mathematisch definieren – wie oben gesehen.
Die Dichte eines Netzwerkes kann sowohl für das Gesamtnetzwerk als auch für einzelne Teile eines Netzwerkes berechnet werden. Es wird (seit Elizabeth Bott) unter anderem angenommen, dass in einem dichteren Netz auch die gegenseitige soziale Kontrolle stärker ist. Ebenso gilt die Dichte als Indikator für die Aktivität in einem Netzwerk. So ist bei {\displaystyle D=1} (z. B. in einer Clique) die soziale Kontrolle am stärksten (close-knit network) und bei {\displaystyle D=0} am schwächsten (loose-knit network, cluster). „Partielle starke Verknüpftheit (Knäuel, cluster) gibt Abgrenzungs- und Analyseprobleme auf.“ (Clausen 2007, S. 456)